# Homage Comics
Homage Comics est une maison d'édition de bande dessinée américaine, label de WildStorm lancé en 1995, absorbé en 1998 par DC Comics et fusionné en 2004 avec Cliffhanger.

## Principaux titres
- Zero Girl, de Sam Kieth
- Kurt Busiek's Astro City, de Kurt Busiek
- Desperadoes, de Jeff Mariotte
- Leave It to Chance, de James Robinson
- Strangers in Paradise, de Terry Moore
- Reload, de Warren Ellis
- Red, de Warren Ellis